# Nuoto ai campionati europei di nuoto 2020 - Staffetta mista 4x200 metri stile libero
La staffetta mista 4x200 metri stile libero dei campionati europei di nuoto 2020 si è svolta il 18 maggio 2021 presso la Duna Aréna di Budapest, in Ungheria.

## Podio
| Posizione | Oro                                                                                      | Argento | Bronzo |
| --------- | ---------------------------------------------------------------------------------------- | --- | --- |
| Nazione   | Gran Bretagna                                                                            | Italia | Russia |
| Atleti    | Thomas Dean James Guy Abbie Wood Freya Anderson Calum Jarvis* Joe Litchfield* Lucy Hope* | Stefano Ballo Stefano Di Cola Federica Pellegrini Margherita Panziera Stefania Pirozzi* Filippo Megli* Sara Gailli* | Aleksandr Shchegolev Aleksandr Krasnych Anna Egorova Anastasiya Kirpichnikova Ivan Girev* Evgenij Rylov* Marija Kameneva* Arina Surkova* |

## Record
Prima della manifestazione il record del mondo (RM), il record europeo (EU) e il record dei campionati (RC) erano i seguenti.
|  |         | non conosciuta (bandiera) |                       |
|  |         | non conosciuta (bandiera) |                       |
|  | 7'28"43 | Germania                  | 4 agosto 2018 Glasgow |

Il seguente record è stato realizzato durante la competizione.
| Data           | Evento | Nazione       | Tempo   | Record |
| -------------- | ------ | ------------- | ------- | ------ |
| 18 maggio 2021 | Finale | Gran Bretagna | 7'26"67 |        |

## Risultati

### Batterie
The heats were started at 10:57 (UTC+1).
| Class | Gruppo | Corsia | Nazione       | Atleti | Tempo   | Note |
| ----- | ------ | ------ | ------------- | --- | ------- | ---- |
| 1     | 1      | 5      | Gran Bretagna | Calum Jarvis (1:49.68) Joe Litchfield (1:47.55) Lucy Hope (1:59.70) Abbie Wood (1:57.71)                           | 7:34.64 | Q    |
| 2     | 2      | 3      | Italia        | Stefania Pirozzi (2:00.08) Stefano Di Cola (1:47.00) Filippo Megli (1:47.66) Sara Gailli (2:00.62)                 | 7:35.36 | Q    |
| 3     | 2      | 4      | Danimarca     | Mikkel Gadgaard (1:49.32) Andreas Hansen (1:48.75) Helena Rosendahl Bach (1:58.33) Amalie Søby Mortensen (2:01.55) | 7:37.95 | Q    |
| 4     | 1      | 6      | Israele       | Denis Loktev (1:49.81) Gal Cohen Groumi (1:49.81) Anastasia Gorbenko (2:01.14) Andrea Murez (1:59.48)              | 7:40.24 | Q    |
| 5     | 2      | 2      | Ungheria      | Balázs Holló (1:48.87) Gábor Zombori (1:48.37) Evelyn Verrasztó (2:02.27) Fanni Fábián (2:00.78)                   | 7:40.29 | Q    |
| 6     | 1      | 4      | Russia        | Ivan Girev (1:49.80) Evgenij Rylov (1:48.76) Marija Kameneva (1:59.93) Arina Surkova (2:05.58)                     | 7:44.07 | Q    |
| 7     | 2      | 5      | Turchia       | Baturalp Ünlü (1:49.37) Efe Turan (1:50.23) Merve Tuncel (2:02.46) Deniz Ertan (2:03.79)                           | 7:45.85 | Q    |
| 8     | 2      | 6      | Irlanda       | Max McCusker (1:52.89) Brendan Hyland (1:52.13) Naomi Trait (2:03.57) Victoria Catterson (2:02.65)                 | 7:51.24 | Q    |
| 9     | 1      | 2      | Slovacchia    | Jakub Poliačik (1:53.18) Richard Nagy (1:53.42) Zora Ripková (2:04.74) Martina Cibulková (2:02.99)                 | 7:54.33 |      |
| 10    | 1      | 3      | Kosovo        | Arti Krasniqi (1:56.68) Jona Macula (2:27.10) Olt Kondirolli (2:06.27) Era Budima (2:19.96)                        | 8:50.01 |      |
| dns   | 2      | 7      | Polonia       | dns | dns     | dns  |

### Finale
La finale si è svolta alle ore 19:27 (UTC+1).
| Class   | Corsia | Natione       | Atleti | Tempo   | Note |
| ------- | ------ | ------------- | --- | ------- | ---- |
| Oro     | 4      | Gran Bretagna | Thomas Dean (1:46.54) James Guy (1:45.43) Abbie Wood (1:56.67) Freya Anderson (1:58.03)                               | 7:26.67 |      |
| Argento | 5      | Italia        | Stefano Ballo (1:46.96) Stefano Di Cola (1:46.16) Federica Pellegrini (1:55.66) Margherita Panziera (2:00.57)         | 7:29.35 |      |
| Bronzo  | 7      | Russia        | Aleksandr Shchegolev (1:46.66) Aleksandr Krasnych (1:47.05) Anna Egorova (1:58.52) Anastasiya Kirpichnikova (1:59.31) | 7:31.54 |      |
| 4       | 6      | Israele       | Denis Loktev (1:48.08) Ron Polonsky (1:48.71) Andrea Murez (1:57.31) Anastasia Gorbenko (1:58.86)                     | 7:32.96 |      |
| 5       | 3      | Danimarca     | Mikkel Gadgaard (1:48.75) Andreas Hansen (1:48.55) Signe Bro (2:00.10) Helena Rosendahl Bach (1:58.41)                | 7:35.81 |      |
| 6       | 2      | Ungheria      | Balázs Holló (1:48.54) Gábor Zombori (1:48.37) Laura Veres (1:59.41) Fanni Fábián (2:00.10)                           | 7:36.42 |      |
| 7       | 1      | Turchia       | Baturalp Ünlü (1:48.08) Efe Turan (1:50.43) Merve Tuncel (2:01.99) Deniz Ertan (2:03.52)                              | 7:44.02 |      |
| 8       | 8      | Irlanda       | Brendan Hyland (1:51.40) Max McCusker (1:52.33) Naomi Trait (2:04.31) Victoria Catterson (2:02.37)                    | 7:50.41 |      |